# Jane March
Jane March, nata Jane March Horwood (Londra, 20 marzo 1973), è un'attrice ed ex modella britannica.

## Biografia

### Giovinezza
Il padre di March, Bernard Horwood, era un insegnante di tecnologia e design nella scuola secondaria, di origini inglesi e spagnole. La madre, Jean, edicolante, ha origini vietnamite e cinesi. All'età di 14 anni, mentre frequentava la Nower Hill High School a Pinner, nel nord di Londra, March vinse un concorso locale intitolato "Become a Model".

### Carriera
Dopo aver conseguito i GCSE (esami di scuola secondaria), March si trasferì in un appartamento a Wimbledon insieme ad alcune amiche e proseguì la carriera da modella per la Storm Model Agency.
Il giorno del suo diciassettesimo compleanno ricevette un invito per un provino a Parigi, dopo che una sua copertina sulla rivista Just Seventeen aveva attirato l’attenzione di Laurence Duval Annaud, moglie del regista francese Jean-Jacques Annaud. Fu così scelta per il ruolo da protagonista nel film del 1992 L'amante – tratto dal romanzo semi-autobiografico di Marguerite Duras –, dove ha recitato a fianco di Tony Leung Ka-Fai.
Nel 1994 recitò accanto a Bruce Willis nel thriller-erotico Il colore della notte, diretto da Richard Rush. È stata inoltre protagonista in Tarzan - Il mistero della città perduta nel 1998, a fianco di Casper Van Dien, e, sempre nel ruolo di protagonista e nello stesso anno, nei panni di una seducente spia nordcoreana in Provocateur - La spia.
Nel film TV del 2000 Dark Prince: The True Story of Dracula, che offre la visione storica del personaggio protagonista di molti film dell'orrore, interpreta il ruolo della moglie del conte Dracula. Segue l'interpretazione del film del 2006 Il mercante di pietre, a fianco di Harvey Keitel e con la regia di Renzo Martinelli, film sul terrorismo islamico.
Nel 2010 è protagonista del thriller-horror Stalker, del regista Martin Kemp. Nel 2011 prende parte al film Will, diretto da Ellen Perry, dove interpreta il ruolo di una suora. Nello stesso anno recita inoltre in una produzione cinese con regia francese, il film Perfect Baby. Nel 2012 interpreta il ruolo della regina nel film Snow White.

### Vita privata
Durante le riprese de Il colore della notte, March iniziò una relazione con Carmine Zozzora, co-produttore del film. I due si sposarono nel giugno del 1993, con Bruce Willis come testimone e Demi Moore come damigella d'onore. Secondo il regista Richard Rush, dopo l’uscita del film March ricevette numerose proposte da Hollywood, ma Zozzora impose che venisse assunto anche lui come produttore in ogni progetto a cui la moglie avrebbe preso parte. La maggior parte degli studios rifiutò questa condizione, limitando così la carriera cinematografica di March.
March e Zozzora si separarono nel 1997 e divorziarono nel 2001. Qualche anno dopo, March si è sposata con l’attore Steven Waddington, col quale ha avuto un figlio.

## Filmografia

### Cinema
- L'amante (L'amant), regia di Jean-Jacques Annaud (1992)
- Il colore della notte (Color of Night), regia di Richard Rush (1994)
- Never Ever, regia di Charles Finch (1996)
- Provocateur - La spia (Provocateur), regia di Jim Donovan (1998)
- Tarzan - Il mistero della città perduta (Tarzan and the Lost City), regia di Carl Schenkel (1998)
- Beauty and the Beast, regia di David Lister (2003)
- Il mercante di pietre (The Merchant of Stone), regia di Renzo Martinelli (2006)
- My Last Five Girlfriends, regia di Julian Kemp (2008)
- Stalker (Exposè), regia di Martin Kemp (2010)
- Scontro tra Titani, regia di Louis Leterrier (2010)
- Will, regia di Ellen Perry (2011)
- Jack the Giant Killer, regia di Mark Atkins (2013)

### Televisione
- Relic Hunter – serie TV, episodio 1x20 (2000)
- Dark Prince: The True Story of Dracula, regia di Joe Chappelle – film TV (2000)
- Il lato dolce della vita (The Sweeter Side of Life), regia di Michael Damian – film TV (2013)

## Doppiatrici italiane
Nelle versioni in italiano delle opere in cui ha recitato, Jane March è stata doppiata da:
- Monica Ward in L'amante
- Claudia Razzi ne Il colore della notte
- Alessandra Korompay in Provocateur - La spia
- Chiara Colizzi ne Il mercante di pietre